# NGC 3114
NGC 3114 هي مجرة تتبع كوكبة القاعدة. اكتشفها جيمس دنلوب في 8 مايو 1826.

## روابط خارجية
- NGC 3114 على موقع ويكي سكاي: DSS2, SDSS, GALEX, IRAS, Hydrogen α, X-Ray, Astrophoto, Sky Map, Articles and images